# Dirk Hidde de Vries
Dirk Hidde de Vries (Den Haag, 23 juli 1908 – Nunspeet, 21 april 1997) was een Nederlandse collaborateur en oprichter van het A.N.B.O. die tijdens de Tweede Wereldoorlog handelde in geroofd Joods vastgoed.

## Levensloop
De Vries groeide op als oudste zoon in een gezin met vier kinderen. Zijn vader was makelaar in onroerende goederen. Volgens een rapport van zenuwarts dr. J.L. van Laer die De Vries tijdens zijn voorarrest in 1946 en 1947 observeerde, had De Vries geen gemakkelijke jeugd gehad. Zijn moeder was 8 jaar lang opgenomen geweest in een psychiatrische inrichting en De Vries had een slechte band met zijn vader. Om die reden werd De Vries een tijd door zijn grootouders opgevoed.
Voordat De Vries zich in 1934 aansloot bij de Nationaal-Socialistische Beweging was hij lid van de Fascistenbond De Bezem. In 1941 sloot De Vries zich aan bij de Nederlandse SS. Tijdens de Tweede Wereldoorlog kwam hij regelmatig in aanraking met geweld en ging hij op de vuist met politieke tegenstanders.

## Werkzaamheden
In december 1941 richtte De Vries de organisatie ‘Algemeen Nederlandsch Beheer van Onroerende Goederen’ (A.N.B.O.) op. Het A.N.B.O. had als taak om onteigend Joods onroerend goed te beheren en te verkopen. Het onroerend goed was middels een verordening uit 1941 geregistreerd bij de ‘Niederländische Grundstücksverwaltung’ (NGV). Makelaars uit heel Nederland verhandelde namens de NGV het vastgoed. 
In Arnhem, Eindhoven en Groningen kregen beheerders te maken met weerstand van de lokale bevolking, waarop zij De Vries in 1942 vroegen een ‘werkgemeenschap’ te starten. Vanaf dat moment opereerden de makelaars onder de naam A.N.B.O. in combinatie met hun bedrijfs- of familienaam. Walther Münster, hoofd van de NGV, was aanvankelijk tegen de oprichting van de werkgemeenschap, omdat De Vries hiermee een sleutelpositie verwierf. Uiteindelijk werd het bestaan de werkgemeenschap toegestaan. 
In juni 1942 startte De Vries samen met de notoire makelaar Johannes Petrus Everout uit Amsterdam het ‘Taxatiebureau Everout & De Vries’ op. Everout was net als De Vries zoon van een makelaar en handelde actief in vastgoed. Geschat wordt dat Everout tussen begin 1942 en begin 1945 ongeveer 2200 panden van Joodse eigenaren heeft verkocht.
Een aantal Nederlandse banken weigerden hypotheken te verschaffen aan personen die huizen wilden kopen die onteigend waren. Daarop besloten De Vries en bankier mr. Henri van Maasdijk om de Delflandse Hypotheekbank op te kopen en in de herfst van 1943 om te zetten naar de Landelijke Hypotheekbank. Het benodigde kapitaal werd voor meer dan de helft uit de staatskas beschikbaar gesteld door Meinoud Rost van Tonningen. Door de oprichting van de Landelijke Hypotheekbank werd het veel eenvoudiger om een hypotheek te krijgen voor de aankoop van zogenoemde ‘Jodenhuizen’.
Op Dolle Dinsdag vluchtte De Vries met 50.000 gulden naar Groningen en zette zijn zaken vanuit een A.N.B.O. kantoor aldaar voort. Tijdens de bevrijding van Groningen op 18 april 1945 werd De Vries gearresteerd.

## Veroordeling
In 1949 werd er 9 jaar gevangenisstraf met aftrek geëist tegen De Vries. De Vries bekende tijdens de rechtszaak dat hij voor ongeveer 400 miljoen gulden aan Joods bezit had beheerd. Ook zei hij zo'n 50 miljoen gulden te hebben verdiend, maar dit geld niet meer in bezit te hebben. De Vries en zijn zakenpartner Cornelis Antonius Klinkhamer werden tijdens de rechtszaak omschreven als ‘aasgieren’. De Vries kreeg uiteindelijk 7 jaar gevangenisstraf. Tijdens zijn voorarrest werd De Vries in 1946 en 1947 op vraag van de procureur-fiscaal van het Bijzonder Gerechtshof door een zenuwarts geobserveerd. Hij concludeerde dat De Vries “psychopatische karaktertrekken” had, mede veroorzaakt door zijn moeilijke jeugd. Desondanks werd, vanwege de ernst van de feiten, de straf niet verminderd.

## Familie
Dirk Hidde de Vries is een verre nazaat van de Friese admiraal Tjerk Hiddes de Vries.